# Gilles Bourdouleix
Gilles Bourdouleix, né le 15 avril 1960 à Angers (Maine-et-Loire), est un homme politique français. Il est maire de Cholet depuis 1995, député de Maine-et-Loire de 2002 à 2017 et président de l'agglomération du Choletais depuis 2017.
Il préside le Centre national des indépendants et paysans (CNIP) de 2009 à 2015 après en avoir été le porte-parole. Il est membre fondateur de l'Union des démocrates et indépendants (UDI), qu'il quitte en 2013. En juin 2024, il opère un rapprochement vers l'extrême droite et annonce sa candidature aux élections législatives dans le Maine-et-Loire sous l'investiture du Rassemblement national.  
Il adhère au parti Les Républicains (LR) en 2022, il tente d'y adhérer de nouveau en 2025 après l'avoir quitté en 2023, mais le parti refuse son adhésion après son rapprochement vers l'extrême droite auprès d'Éric Ciotti et de son parti UDR lors des élections législatives de 2024.
Il est mis en cause ou condamné dans de nombreuses affaires judiciaires liées à ses propos (diffamation, injures) ou manœuvres financières (détournement de fonds publics, abus de biens sociaux).

## Biographie

### Vie privée
Gilles Bourdouleix est le fils d'un père cadre bancaire et d'une mère secrétaire ; il a deux sœurs. Il est marié avec Natacha Poupet-Bourdouleix, conseillère départementale pour le canton de Cholet-2, depuis juin 2021. Il est également le beau-frère de Christian Prudhomme, directeur du Tour de France.
Fin juin 2023, il annonce, sur les réseaux sociaux, porter plainte après le saccage d'une de ses propriétés. L'affaire est classée sans suite faute d'identification des auteurs,.

### Parcours universitaire et vie professionnelle
Gilles Bourdouleix intègre Sciences Po en 1982 et étudie le droit à l'université d'Angers. Avocat associé et fondateur du cabinet d'avocats BM&A, il est inscrit au barreau de Paris depuis le 20 janvier 2010,.
Depuis le 4 octobre 2022, il est inscrit au barreau d'Angers et continue de plaider durant son mandat de maire.
Il a été chargé de cours en droit constitutionnel à l'unité de formation et de recherche (UFR) en droit et sciences sociales de l'université d'Angers,.

## Parcours politique

### Mandats et candidatures à droite et au centre
Gilles Bourdouleix se présente en mars 1983, aux élections municipales d'Angers sur la liste « Angers jeunes » qui s'oppose principalement à la candidature de Jean Narquin. Il se présente également aux élections cantonales de 1988 dans le canton Angers et celles de 1992 dans celui de Cholet.
Il est élu maire de Cholet pour la première fois le 19 juin 1995. Il succède à Maurice Ligot, dont il est devenu le directeur de cabinet après une recommandation de Jean Foyer,. Il est réélu maire en 2001, après que sa liste a obtenu 61,7 % des voix au second tour. Il est également président de la communauté d'agglomération du Choletais, créée en 2001, puis de l'agglomération du Choletais, fondée en 2017.
Conseiller régional pour la Convention démocrate – Fédération des Clubs Perspectives et Réalités entre 1998 et 2002, il quitte son mandat qui est non cumulable avec son mandat de député de la 5e circonscription de Maine-et-Loire. Après avoir essuyé un échec en 1997 contre Maurice Ligot, il est élu le 16 juin 2002 avec 61 % des voix face à Antoine Mouly (Parti socialiste), puis réélu, le 17 juin 2007 avec 56 % des suffrages face à Laurence Adrien Bigeon (Parti socialiste).
Gilles Bourdouleix est inscrit au groupe UMP. Membre de la commission des lois, il est nommé rapporteur du projet de loi relatif à la réforme de la filiation en janvier 2009 et du projet de loi portant fusion des professions d'avocat et d'avoué près les cours d'appel octobre 2009. Il est également membre de la mission d'information sur l'optimisation de la dépense publique et membre de la mission d'information parlementaire sur la question du port du voile intégral, dès sa constitution en 2009. Bien que membre de la majorité, il vote contre le traité constitutionnel européen en 2005.
En 2008, la liste Cholet Passion qu'il conduit à Cholet l'emporte au premier tour, avec 51,5 % des suffrages exprimés.
De 2008 à 2017, Gilles Bourdouleix préside l'Association pour la gestion indépendante des réseaux de transport public (AGIR), réseau de transport public indépendant qui représente un bassin de 4,7 millions d'habitants et 320 communes desservis. Il est également vice-président du Groupement des autorités responsables de transport (GART).
Il est candidat en deuxième position sur la liste du Centre national des indépendants et paysans (CNIP), conduite par Annick du Roscoät dans la circonscription Île-de-France, en vue du renouvellement de 2009 du Parlement européen. Cette liste arrive en 14e position, ne réunissant que 0,42 % des voix. D'octobre 2009 à novembre 2015, il est président du CNIP.
Le 22 novembre 2011, il se déclare candidat à l'élection présidentielle de 2012 afin d'y représenter le CNIP. Il annonce le 16 mars 2012, jour du dépôt des parrainages, n'avoir obtenu que 205 signatures de maires et ne peut donc se porter candidat.
Il est réélu pour un troisième mandat de député le 17 juin 2012 avec 51,07 % des voix face à Laurence Adrien Bigeon (Parti socialiste). Il annonce le 26 juin 2012 qu'il siège dans le groupe Union des démocrates et indépendants (UDI). Le 24 juillet 2013, la direction du parti centriste choisit de se réunir afin de statuer sur son exclusion mais le député démissionne quelques heures avant celle-ci. En août 2013, il rejoint le groupe des non-inscrits. En décembre 2013, dans le cadre du financement public des partis politiques, comme cinq autres députés, il se rattache financièrement à Debout la République.
Le 30 mars 2014, la liste Cholet Passion l'emporte pour la quatrième fois, avec 55,49 % des suffrages exprimés au second tour face à la liste « Un nouvel élan pour Cholet », menée par Jean-Marc Vacher (PS).
Gilles Bourdouleix quitte la présidence du CNIP en 2015 sur fond de dissensions au sein du parti. Il se déclare ainsi contre tout rapprochement avec le Front national et n'exclut pas l'idée de créer un nouveau parti. Bruno North, à qui il s'est opposé, est élu président du CNIP en janvier 2016.
Le 2 mars 2017, dans le cadre de l'affaire Fillon, il renonce à soutenir à l'élection présidentielle le candidat Les Républicains, François Fillon. Il change d'avis la semaine suivante.
En raison de la réglementation interdisant le cumul de fonctions exécutives locales avec le mandat de député ou de sénateur, il décide de ne pas être candidat aux élections législatives de 2017. Il se présente en suppléant de Patrice Brault (divers droite), qui obtient 31,6 % des voix au second tour dans la 5e circonscription de Maine-et-Loire. Dans le cadre de cette décision, le conseil municipal de Cholet vote une augmentation de son indemnité de 2,006 € à 3,623 € ainsi qu'une indemnité de représentation de 200 € par mois. Face à une indignation des élus de l'opposition, l'augmentation est justifiée par le fait que ses indemnités ne sont plus écrêtées après la fin de son mandat de député.
Le 20 juillet 2021, le Conseil d'État annule les élections municipales de 2020 à Cholet, en raison d’un non-respect des dispositions du code électoral lors du second tour. De nouvelles élections sont organisées. Le 19 septembre 2021, Gilles Bourdouleix l'emporte au premier tour avec 56,8 % des voix, dans un contexte de forte abstention, il est réélu maire par le conseil municipal le 24 septembre 2021. L'annulation des élections municipales de 2020 crée cependant un conflit judiciaire opposant la municipalité de Cholet et le tribunal administratif de Nantes concernant le paiement des indemnités des élus entre les élections municipales de 2020 et celles de septembre 2021. Le 16 février 2024, la Cour administrative d’appel de Nantes confirme que les adjoints et conseillers municipaux de la majorité du conseil municipal de Cholet doivent rembourser les indemnités de fonction touchées après les élections municipales de 2020. Gilles Bourdouleix annonce en réponse vouloir porter plainte au pénal contre la préfecture,,.

### Entre droite et extrême droite
Le 7 octobre 2022, il annonce son adhésion aux Républicains (LR) en vue du congrès du parti pour soutenir et parrainer la candidature de Bruno Retailleau à la présidence de ce mouvement mais affirme ne pas avoir renouvelé son adhésion après l'élection du président des Républicains.
Le 12 décembre 2023, Gilles Bourdouleix relance et prend la présidence de son micro-parti IFMOM qu'il renomme « Nation, République, Territoire ». Ce micro-parti fait actuellement l'objet d'une procédure pénale pour abus de confiance, recel de biens sociaux et travail dissimulé. Il se dit prêt à se rapprocher du Rassemblement national, principal parti d'extrême droite en France.
Le 24 avril 2024, une décision du tribunal administratif, confirmée en appel le 8 août suivant, l'oblige à rembourser les frais de justice engagés par la communauté de communes dans deux affaires d'outrage et d'injure publique où il est condamné. Gilles Bourdouleix avait fait voter illégalement des délibérations lui accordant la prise en charge de ses frais de justice pour des affaires le concernant en tant que personne et non en tant que maire. Il annonce alors s'appliquer « un droit de retrait » et de ne plus prendre la parole en public afin de s'éloigner « de tous les représentants de cet État qui abîme la démocratie et la République »,.
Fin 2024, il est indiqué qu'il rejoint l'Union des droites pour la République, parti d'extrême droite créé par Éric Ciotti, et désigné référent départemental en Maine-et-Loire. Il dément l'information et affirme ne pas avoir rejoint le parti malgré le fait d'avoir . 
En 2025, il soutient de nouveau Bruno Retailleau pour la présidence des Républicains et il tente d'adhérer de nouveau au parti Les Républicains mais le président de la Haute Autorité du parti conteste son adhésion et justifie son refus après son rapprochement vers l'extrême droite auprès d'Éric Ciotti et de son parti UDR lors des élections législatives de 2024,.

### Candidature aux législatives anticipées de 2024

#### Annonce de la candidature pour le Rassemblement national
En janvier 2024, Gilles Bourdouleix déclare qu'il n'écarte pas une alliance politique avec le parti d'extrême droite du Rassemblement national estimant que « Le RN fait partie du spectre républicain », qu'il n'y a pas de « problème de démocratie et de République au RN » et que selon lui « le danger pour la République est plus fort avec Mélenchon que Bardella ». Après cette alliance, Christophe Béchu, ministre de l'écologie et ancien maire d'Angers se dit consterné par cette décision. En retour, Gilles Bourdouleix annonce vouloir porter plainte contre Christophe Béchu pour diffamation car il estime « que la majorité actuelle a la volonté de briser la liberté d'expression ».
Le 11 juin 2024, à la suite de la dissolution de l'Assemblée nationale par le président de la République Emmanuel Macron le 9 juin précédent, Gilles Bourdouleix annonce se présenter aux élections législatives anticipées de 2024 dans la cinquième circonscription de Maine-et-Loire ,. Il se présente avec Victor Bonnin comme suppléant et affirme avoir le soutien du Rassemblement national et des Républicains,,. Le Rassemblement national confirme son investiture le 12 juin 2024 mais celle des Républicains est cependant attribuée à Jacquelin Ligot,,,.
Gilles Bourdouleix obtient néanmoins le soutien d'Éric Ciotti, le président des Républicains dont l'autorité est remise en cause par unanimité de son bureau politique à la suite de son rapprochement avec le Rassemblement national, mais qui reste cependant toujours en exercice au début de la campagne électorale. Le ministère de l'intérieur rappelle que cette candidature aux législatives anticipées, obtenue dans le cadre de l'alliance avec le parti Union des droites pour la République (mentionné sous l'appellation « Républicains à droite » sur les professions de foi) et le Rassemblement national, est bien celle d'une union de l'extrême droite,,.
Ce rapprochement politique avec le Rassemblement national fait l'objet de diverses controverses et de démissions auprès des élus locaux. L'annonce de cette alliance avec le RN fait l'objet d'un communiqué de l'ensemble des élus de l'opposition de la ville de Cholet dont Gilles Bourdouleix est maire. Ils déclarent que selon eux ce dernier « a préparé les Choletais à la banalisation de ce parti d’extrême droite ». Deux de ses proches, conseillers départementaux et élus choletais, démissionnent du groupe majoritaire au département de Maine-et-Loire. Une adjointe au maire de la commune de Toutlemonde démissionne de son mandat d'élue municipale et communautaire car elle estime que le rapprochement politique de Gilles Bourdouleix, président de la communauté de communes, avec le Rassemblement national l'oblige à quitter ses fonctions d'adjointe et de conseillère.

#### Campagne électorale et résultats des législatives 2024
Le 13 juin 2024, il annonce vouloir porter plainte contre Aurore Bergé pour diffamation lorsqu'elle rappelle sur BFM TV qu'il a fait l'objet d'une procédure judiciaire pour apologie de crime contre l'humanité après ses propos sur les Roms en 2013 : « Comme quoi Hitler n’en a peut-être pas tué assez »,,. Le 9 septembre 2024, il indique vouloir poursuivre également Gabriel Attal pour les mêmes faits estimant que le Premier ministre avait porté atteinte à sa considération. Lors d'un conseil municipal, le maire de Cholet annonce demander une protection fonctionnelle afin que la ville prenne en charge ses frais de justice dans ces deux affaires. L'opposition municipale argue que cette demande doit être réalisée auprès de l'État dans le cadre de la campagne des élections législatives et non pas auprès de la ville de Cholet,. Les élus estiment selon eux que ce n'est pas le maire de Cholet qui a été visé par les propos litigieux, mais le candidat aux élections législatives,. La demande de protection fonctionnelle de Gilles Bourdouleix est validée par la mairie de Cholet mais celui-ci décide finalement de la refuser en décembre 2024 et de retirer sa plainte,. 
Durant sa campagne, Gilles Bourdouleix relaie depuis son compte officiel deux photographies où on l'aperçoit aux côtés de Liam Bouché, ancien responsable choletais de l'Action française, un groupe politique d'extrême droite et royaliste. Le candidat aux législatives précise que Liam Bouché n'a « aucun rôle dans la campagne » législative et que la rencontre n'avait lieu que « dans le cadre d’un échange informel, en tant que "simple électeur" ».
À l'issue du premier tour le 30 juin 2024 dans la cinquième circonscription de Maine-et-Loire, il arrive en seconde position avec 30,54 % des voix contre 33,70 % des voix pour le député sortant Denis Masséglia, il arrive également en seconde position dans la ville où il est maire,.
Le 7 juillet 2024, il est battu lors du second tour avec seulement 34,21 % des voix contre 65,63 % pour le député Rennaissance Denis Masséglia,, mais Gilles Bourdouleix dépose un recours auprès du Conseil constitutionnel car il reproche la visite de deux entreprises lors de la campagne électorale qui constituaient selon lui « un concours en nature de la part de ces entreprises ». ll accuse également Denis Masséglia de propos diffamatoires dans le but de le « discréditer auprès des électeurs ». Le Conseil constitutionnel rejette le recours le 24 janvier 2025 car il estime que « compte tenu de l’écart de voix séparant les candidats au premier tour du scrutin, il ne résulte pas de l’instruction que ces faits aient été de nature à altérer la sincérité du scrutin. »,.

#### Polémiques de l'entre-deux-tours des législatives de 2024
Le 1er juillet 2024, Gilles Bourdouleix annonce à la surprise générale qu'il retire sa candidature pour le deuxième tour des législatives, évoquant une « campagne électorale nauséabonde qui insulte la démocratie » et déclare vouloir déposer des « recours concernant les illégalités commises par un candidat »,. Le lendemain, il maintient finalement sa candidature en envoyant Victor Bonnin, son suppléant, déposer leur candidature à la préfecture une heure avant le délai limite,,.
Cette stratégie, perçue comme un mensonge politique et un « coup de bluff », est dénoncée par ses opposants politiques. Selon eux, Gilles Bourdouleix aurait recherché à convaincre la candidate du Nouveau Front populaire (NFP) arrivée en troisième position de maintenir sa candidature dans l'objectif de créer, de facto une triangulaire, plus favorable à sa candidature et éviter ainsi un report lors du second tour des voix de gauche vers le député sortant de la majorité présidentielle Denis Masséglia. Cette thèse est validée par le quotidien Ouest-France qui affirme que des adjoints du maire de Cholet ont été aperçus en train de charger des affiches électorales confirmant ainsi selon eux que l'édile n'a jamais eu pour objectif de se retirer de la campagne des législatives.
France Moreau, la candidate NFP, apprenant ainsi la manœuvre politique, décide de retirer officiellement sa candidature au dernier moment, en vain car le délai en préfecture était dépassé. Face à cette situation inédite, elle choisit alors de retirer ses bulletins et sa profession de foi dans la circonscription pour respecter le barrage républicain. Lors de la triangulaire du second tour, elle appelle donc à « voter pour le candidat LREM ». En n'obtenant que 0,16 % des suffrages exprimés (82 voix), elle réussit à contrer la stratégie de Gilles Bourdouleix en faveur du député sortant Denis Masséglia, réélu à plus de 65 % des suffrages exprimés,,,,,,.
Lors de la campagne du second tour des législatives, Gilles Bourdouleix fait retirer le logo du parti du Rassemblement national qui l'a investi et qu'il a affiché pourtant explicitement lors de la campagne du premier tour. Il justifie ce retrait des mentions du parti d'extrême droite et d'Éric Ciotti en précisant vouloir « rassembler toutes les tendances de la droite », ce que d'autres élus ou politologues perçoivent comme une manipulation des électeurs et une « stratégie de la tromperie »,,.
Deux conseillers départementaux, dont Natacha Poupet-Bourdouleix, femme de Gilles Bourdouleix, démissionnent du groupe majoritaire au département de Maine-et-Loire. Ils reprochent notamment le soutien de la Présidente du conseil départemental envers Denis Masséglia, candidat de la majorité présidentielle aux législatives, ainsi que ses propos à l'encontre de Gilles Bourdouleix durant la campagne électorale de l'entre-deux tours.

### Tentative de «désinformation populaire orchestrée» dans la presse locale
En septembre 2013, le quotidien Ouest-France révèle que le maire de Cholet a demandé à des soutiens politiques lors des réunions publiques d'intervenir avec des questions rédigées à l'avance qui « mêlent remerciements, critiques de la presse ou considérations sur le respect de la loi que représente le maire de Cholet ». Gilles Bourdouleix assume la démarche de désinformation populaire en précisant que selon lui « la presse a déjà fait le choix du tous contre la majorité ». En octobre de la même année, le cabinet du maire rédige un faux « courrier des lecteurs » qui devait critiquer la presse régionale locale ; l'affaire a été révélée à la suite d'un envoi, par erreur, aux rédactions d'Ouest-France et du Courrier de l'Ouest,,.

### Détail des mandats et fonctions
- du 19 juin 1995 au 20 juillet 2021 : maire de Cholet[98] ;
- du 16 mars 1998 au 1er août 2002 : conseiller régional des Pays de la Loire ;
- depuis le 20 avril 2001 : président de la communauté d'agglomération du Choletais, puis de l'agglomération du Choletais ;
- du 19 juin 2002 au 20 juin 2017 : député de la cinquième circonscription de Maine-et-Loire ;
- depuis le 24 septembre 2021 : maire de Cholet.

## Affaires judiciaires
Le texte peut changer fréquemment, n’est peut-être pas à jour et peut manquer de recul. 
Le titre et la description de l'acte concerné reposent sur la qualification juridique retenue lors de la rédaction de l'article et peuvent évoluer en même temps que celle-ci.

### Procès pour apologie de crime contre l'humanité
En juillet 2013, en marge de la visite d'un champ occupé par des gens du voyage qu'il souhaite faire expulser, Gilles Bourdouleix, excédé par des saluts nazis et des accusations de racisme, marmonne : « Comme quoi, Hitler n'en a peut-être pas tué assez ». Ces propos, rapportés par le journal Le Courrier de l'Ouest, provoquent un tollé. Cette affaire intervient trois ans après la plainte classée sans suite par la Ligue des droits de l'homme à la suite de propos en septembre 2010 sur la communauté des gens du voyage : « Je suis prêt à prendre un camion plein de merde pour le déverser au milieu de leurs caravanes. Ces gens, c'est beaucoup d'emmerdes. »,.
Le maire de Cholet réfute l'accusation et la référence à Hitler et estime avoir fait l'objet d'une « manipulation sonore » . Son avocat estime cependant que la phrase est bien prononcée, mais ne fait pas l'objet d'un discours public,,.
Dans ce contexte, il déclare durant un conseil d'agglomération que « contrairement à ce qu'a écrit une petite pétasse de Libération, je ne suis pas un maire anti-gens du voyage ». Les propos à l'encontre de la journaliste du quotidien sont condamnés par la Société des journalistes et du personnel de Libération (SJPL) qui estime que ceux-ci « sont tout simplement indignes et abjects de la part d'un élu de la République ».
En janvier 2014, le tribunal correctionnel d'Angers condamne Gilles Bourdouleix à une amende de 3 000 euros pour apologie de crime contre l'humanité avec sursis. En août suivant, la cour d'appel d'Angers le condamne à 3 000 euros d'amende. En décembre 2015, la Cour de cassation annule cette condamnation, estimant que les propos ont été tenus « dans des circonstances exclusives de toute volonté de les rendre publics »,

### Condamnations pour injures publiques, diffamation et prises illégales d'intérêts
En juillet 2020, Gilles Bourdouleix est condamné pour injures publiques à l'égard du journal Ouest-France après avoir qualifié le quotidien de « journal facho » et de « fascistes ». L'élu se voit obligé de verser 3 000 euros en réparation du préjudice moral et 2 500 euros au titre des frais de procédure,. En 2021, la Cour de cassation confirme le jugement et estime que les propos sont bien « du registre de l'injure » et « excèdent les limites de la liberté d’expression »,,. À la suite de cela, l'élu affirme vouloir saisir la Cour européenne des droits de l'homme. L'ensemble des frais de justice de ce procès ont été pris en charge par la collectivité après un accord du conseil municipal de Cholet mais cette décision a été remise en question après la décision du parquet d'Angers de poursuivre le maire pour prise illégale d'intérêts.
Le 27 juin 2022, Gilles Bourdouleix est condamné pour diffamation envers la Ligue nationale de basket (LNB) et son président. Le tribunal l'oblige à verser la somme de 1 500 euros d’amende pour préjudice moral après avoir déposé des banderoles « Béral démission » et « LNB dictature » à la salle de la Meilleraie après une sanction de la LNB à la suite de la décision de cette dernière de maintenir un match de l'équipe de Cholet contre l'avis du maire.

#### Remboursement de la protection fonctionnelle
Dans le cadre des affaires d'injures publiques et de diffamation, Gilles Bourdouleix bénéficie le 11 octobre 2021 de la protection fonctionnelle accordée par le Conseil de communauté de l'agglomération de Cholet. Néanmoins, après une saisie des élus de l'opposition, le Tribunal administratif de Nantes estime que « Les propos tenus sont constitutifs d'une faute personnelle détachable de l'exercice de ses fonctions et font obstacle à ce que la protection fonctionnelle lui soit accordée ». Le 24 avril 2024, le tribunal annule la délibération du conseil communautaire et oblige Gilles Bourdouleix à rembourser sous un mois 3 600 euros de frais de justice engagés par celle-ci estimant que les propos de Gilles Bourdouleix constituent « des injures publiques au sens de l'article 29 de la loi du 29 juillet 1881 sur la liberté de la presse, sont incompatibles avec les fonctions d'élu et présentent ainsi le caractère de faute personnelle détachable des fonctions de maire ». Le 7 février 2025, la Cour administrative d'appel de Nantes confirme l’injonction faite à la ville de Cholet d'exiger le remboursement des sommes perçues dans le cadre de la protection fonctionnelle votée en 2021 car la cour estime que l'affaire relevait de la sphère privée,,,.

#### Condamnation pour prise illégale d'intérêts lors de vote de la protection fonctionnelle
Le  11 octobre 2021, Gilles Bourdouleix ne se retire pas d'un conseil municipal qui statuait sur une demande de protection fonctionnelle le concernant. Le parquet d’Angers estime alors que sa présence lors des débats constitue une prise illégale d’intérêts. Le 30 novembre 2022, le parquet a requis une peine de huit mois de prison avec sursis et une inéligibilité de cinq ans. Le 20 janvier 2023, le tribunal d'Angers le relaxe des faits reprochés mais le parquet fait appel de la décision,. Le procureur, maintient sa demande d'une peine de huit mois de prison avec sursis et cinq ans d’inéligibilité car il estime que l'élu avait un intérêt personnel en étant présent lors de cette délibération. Le 3 septembre 2024, la cour d'appel contredit le jugement rendu en première instance et condamne le maire de Cholet pour prise illégale d’intérêts à une amende de 1 000 €, la cour d'appel rejette cependant la demande de peine d'inéligibilité et de prison avec sursis. Le maire de Cholet poursuit également sa propre ville afin d'être indemnisé .

### Condamnation pour outrages
En mai 2022, Gilles Bourdouleix est accusé d'actes d'intimidation et outrages envers des agents de l'inspection du travail et de l'Union de recouvrement des cotisations de sécurité sociale et d'allocations familiales (URSSAF) et de l'inspection du travail lors d'un contrôle anti-fraude durant un meeting aérien. Le maire de Cholet est condamné en septembre suivant à quatre mois de prison avec sursis pour outrages et menace envers des agents chargés de mission de service public.

### Soupçons de détournement de fonds publics et de concussions
Une enquête préliminaire est ouverte à l'encontre de Gilles Bourdouleix à l'été 2021 pour détournement de fonds publics et concussion. Selon Anticor, le maire et les élus de sa majorité municipale sont soupçonnés, depuis 2008, de s'être octroyés des indemnités supérieures au plafond autorisé, pour un montant total de trois millions d'euros alors que les élus de l'opposition n'en touchent aucune,,. L'élu, le directeur général des services et la directrice générale adjointe sont placés en garde à vue le 11 janvier 2022. Ils en ressortent au bout de trente-six heures sans qu’aucune mise en examen ne soit prononcée. Le 19 janvier 2023 le parquet annonce qu'il est mis en examen des chefs « d'abus de confiance, recel d’abus de bien sociaux, travail dissimulé et travail dissimulé par dissimulation partielle d'activité » et placé sous contrôle judiciaire.
En 2022, l'association Contribuables actifs du Choletais dépose plainte contre Gilles Bourdouleix et une autre élue de la majorité pour concussion. Les membres de l'association reprochent aux deux édiles une absence de convention entre la ville de Cholet et le Stade olympique choletais pour l’utilisation du stade omnisports.

### Plaintes pour menace et diffamation
Gilles Bourdouleix dépose plainte en 2014 pour diffamation envers un proche d'une ancienne directrice d'Ehpad de Trémentines. Ce dernier est condamné à 1 500 euros d'amende.
En juin 2022, un proche de Denis Masséglia accuse Gilles Bourdouleix de l'avoir menacé lors premier tour des élections législatives. Le maire de Cholet nie la menace et annonce porter plainte à son tour pour dénonciations calomnieuses et perturbation d'un scrutin.

### Infractions à la réglementation sur les armes à feu et usages de faux
En 2021, une enquête est ouverte pour des suspicions d'infractions à la réglementation sur les armes à feu et de faux et usages de faux.

### Accusation de concussion et détournement de fonds publics
Le 11 janvier 2022, le maire de Cholet ainsi que Gilles Bourdouleix et son adjointe à la mairie sont placés en garde à vue. Il est convoqué à la suite d'une plainte de l'association Anticor concernant l'octroi d'indemnités des élus de la majorité et suspecté de concussion et détournement de fonds publics,. En réaction à cette garde à vue, le maire de Cholet annonce utiliser son « droit de retrait » et affirme ne participer à « plus aucun vote ni aucune délibération qu'il s'agisse d'un conseil municipal ou d'un conseil d'agglomération ». Ce droit de retrait est remis en question d'un point de vue légal car il concerne en principe les salariés et non les élus.
Le 16 novembre 2022, la cour administrative d'appel de Nantes oblige le remboursement de totalité des indemnités des élus de la majorité perçues de juillet 2020 à octobre 2021, soit environ 694 700 € (781 953,63 €2024). La décision est confirmée en appel le 16 février 2024. En réaction à celle-ci, Gilles Bourdouleix annonce vouloir porter plainte contre la préfecture et demander l'avis du Conseil d'État mais annonce finalement ne pas le consulter en décembre 2024,,.

### Abus de confiance et recel d'abus de biens sociaux
Le 18 janvier 2023, Gilles Bourdouleix est mis en examen pour abus de confiance et recel d'abus de biens sociaux dans le cadre de la création de son micro-parti politique en 2012. Son associé dans le cabinet d'avocats BM&A et ex-conseiller municipal Benoît Martin ainsi que Michel Champion, ancien adjoint, ont aussi été mis en examen du chef de complicité d'abus de confiance. Selon le procureur d'Angers, Gilles Bourdouleix a « partiellement reconnu les faits » et a été placé sous contrôle judiciaire avec interdiction de contact avec les autres mis en examen,,. Le maire de Cholet se défend en évoquant une négligence concernant le prêt de 45 000 euros issu de son micro-parti politique. Le 16 octobre 2024, la chambre de l'instruction de la Cour d'appel d'Angers a prononcé l'annulation d'une partie de la procédure et lève la mise en examen frappée d'irrégularité pour Gilles Bourdouleix et les deux autres élus,,.

### Accusations de diffamation publique et injures publiques
Gilles Bourdouleix fait l'objet d'une plainte pour diffamation publique déposée par un élu de l'opposition, Jean-Michel Debarre, à la suite de propos tenus lors du conseil municipal de Cholet du 14 novembre 2022,. Le jugement de l'affaire prévu le 5 juin 2023 devant le tribunal judiciaire d’Angers,, intervient le 3 juillet 2023. Gilles Bourdouleix est condamné en première instance à une amende de 1 000 euros. Il doit en outre indemniser la victime à hauteur de 3 000 euros pour ses frais de justice. Le maire de Cholet a obtenu la protection fonctionnelle de la municipalité pour cette affaire.
L'affaire est jugée en seconde instance à la Cour d'appel d'Angers le 14 novembre 2023. Le 3 septembre 2024, la Cour d'appel casse le jugement en première instance et relaxe le maire de Cholet. Jean-Michel Debarre annonce alors se pourvoir en cassation.
Le 8 juillet 2024, lors du conseil communautaire de Cholet Agglomération, il accuse Franck Charruau, élu du Nouveau Parti anticapitaliste (NPA), d'être antisémite. Après cette déclaration, l'élu communautaire de l'opposition porte plainte auprès du procureur de la République d’Angers qui décide de mettre en examen Gilles Bourdouleix pour diffamation et injure.
Gilles Bourdouleix est accusé de diffamation et d'injures publiques envers une élue de l'opposition lors d'un conseil municipal de Cholet tenu en juin 2023. Le procès se déroule le 16 juin 2025 au tribunal correctionnel d'Angers. Le maire de Cholet reconnaît les propos publics mais estime que ces derniers relevaient d'« un débat de conseil municipal ». Le délibéré est prévu pour le 1er septembre 2025.

### Accusation d'homicide involontaire lors d'un feu d'artifice
Le 19 juin 2023, Gilles Bourdouleix est placé en garde à vue et remis en liberté sans charge en début de soirée — ainsi que deux responsables de l'association organisatrice — dans le cadre d’une enquête préliminaire pour homicide involontaire après le décès d'une femme de 22 ans et de son frère de 7 ans le 14 juillet 2022 lors du feu d'artifice,. Le lendemain de sa garde à vue, le maire de Cholet annonce se désolidariser de l'association « Cholet Événements » et précise que la municipalité n'était pas organisatrice du feu d'artifice réfutant ainsi toute responsabilité pénale. Il annonce également vouloir porter plainte pour « violences psychologiques » après sa garde à vue. De son côté, Philippe Renaudet, l'ancien directeur de cabinet du maire, précise que l'association « ne vit quasiment que de subventions qui émanent principalement de la commune » et estime que cela ferait de Gilles Bourdouleix « le véritable responsable du comité des fêtes de Cholet ». Le 24 juin 2025, la mairie de Cholet est perquisitionnée à la demande du président du tribunal d'Angers.
Le parquet d'Angers annonce que le maire de Cholet comparaîtra le 17 novembre 2025 devant le tribunal correctionnel pour blessures et homicides involontaires,. Le procureur de la République reproche au maire « d'avoir manqué à ses obligations en délégant à une association l'organisation du feu d'artifice » et d'avoir négligé « d'examiner avec les organisateurs, les questions de sécurité relevant des pouvoirs de police dont il disposait en sa qualité de maire et en n'imposant pas la mise en place de barrières de sécurité ou tout autre moyen destiné à assurer le respect de la zone de sécurité à l'intérieur de laquelle aucun public ne devait se trouver »,. Le maire de Cholet demande la protection fonctionnelle de la ville dans le cadre de cette accusation,.
La société « Hubert Thézé Pyrotechnie » (HTP) et l'artificier principal, ainsi que l'association « Cholet Événement », seront également jugés lors de ce procès,.
Le maire de Cholet estime quant à lui que « la collectivité n’a pas de responsabilité » et que les questions de sécurité de la commune relève des compétences d'un adjoint et non pas du maire. Gilles Bourdouleix indique également vouloir porter plainte contre le procureur d'Angers pour subornation de témoin ainsi que contre la police nationale et le Service départemental d'incendie et de secours (SDIS) du Maine-et-Loire pour ne pas avoir assuré selon lui leurs missions de sécurité pendant le feu d'artifice.